# SN 1997W
SN 1997W – supernowa typu II odkryta 1 lutego 1997 roku w galaktyce NGC 664. W momencie odkrycia miała maksymalną jasność 18,00m.